# Grímur Hákonarson
Grímur Hákonarson, né en 1977, est un réalisateur et scénariste islandais.

## Filmographie
- 2002 : Varði Goes Europe (documentaire)
- 2004 : Last Words of Hreggviður (Sumarlandið) (court métrage)
- 2005 : Slavek the Shit (Sumarlandið) (court métrage)
- 2007 : Wrestling (Bræðrabylta) (court métrage)
- 2010 : Summerland (Sumarlandið)
- 2012 : A Pure Heart (Hreint hjarta) (documentaire)
- 2015 : Béliers (Hrútar)
- 2019 : Mjölk, la guerre du lait (Héraðið)

## Récompenses et distinctions
- Festival international des jeunes réalisateurs de Saint-Jean-de-Luz 2015 : Chistera du meilleur réalisateur pour Béliers
- Prix "Un certain regard" au Festival de Cannes 2015 pour Béliers